# Àrab llevantí
L'àrab llevantí, de vegades anomenat àrab oriental, és un grup de dialectes de l'idioma àrab que es parla en el Llevant mediterrani i que inclou la part occidental de Síria, Líban, Palestina i la zona occidental de Jordània. Cap a l'est, en el desert, es troben dialectes beduïns del nord.

## Branques (classificació interna)
L'àrab llevantí pot ser dividit en dues branques majors:
- Llevantí del nord (Síria, Líban i Xipre)
  - Àrab libanès
  - Àrab sirià

- Llevantí del sud (Territoris Palestins, Israel i Jordània)
  - Àrab palestí

L'àrab llevantí del sud mostra una relació propera amb l'àrab egipci, mentre que l'àrab llevantí del nord mostra més relació amb l'àrab Nechd. El llevantí del nord pot ser dividit en les següents branques:
- àrab sirià del nord (Alep)
- sirià occidental (costaner) (de Latakia a Trípoli)
- sirià central (de Hama a Damasc)
- sirià meridional (As-Suwayda i Alts del Golán)
- libanès (Muntanya Líban i Beirut)
- àrab xipriota maronita (Xipre)

### Diferències internes
La major diferència entre aquestes branques és la vocal A llarga la qual és predominantment /i:/ en el sirià del nord, /o:/ en el sirià occidental i /a:/ en el sirià central, el sirià meridional de (As-Suwayda i Alts del Golán) es caracteritza per ser una mescla entre diversos dialectes com el sirià central amb el libanes i una mica del palestí sent així pronunciada la lletra /ق:/qaf/ i utilitzant moltes paraules col·loquials provinents del dialecte libanes i damasceno. Existeix un clar contrast entre la parla rural i la parla urbana en l'àrab llevantí del nord. Els dialectes rurals preserven les vocals i diftongs de l'àrab clàssic; mentre que en els dialectes urbans s'utilitzen les vocals similarment a com s'utilitzen les mateixes en les varietats modernes de l'idioma àrab. D'altra banda, l'àrab llevantí del sud es pot dividir com segueix:
- palestí urbà (sud del Líban, Haifa, Nablus, Jaffa, Natzaret, Hebron, Jerusalem, etc.)
- palestí rural (Belén i oest de Jordània)
- dialectes beduïns d'Israel

Els subdialectes de l'àrab llevantí del sud difereixen en diversos aspectes. La vocal llarga /a:/ es pronuncia /i:/ en el libanès, a més, tant en el libanès com en la parla urbana palestina es preserven les vocals curtes clàssiques. En el libanès es preserven els diftongs /aj/ i /aw/ de l'àrab clàssic. La terminació femenina -ah, es pronuncia -eh/-ih en el libanès i el palestí urbà. D'altra banda, aquests subdialectes difereixen en els sufixos de pronom -at, -kum i -kunna, i en la formació dels pronoms independents huwa (ell), hiya (ella), hum (ells) i hunna (elles).
Algunes diferències entre el llevantí del nord i llevantí del sud són:
- L'ús de ش /ʃ/ para la negació en el llevantí del sud
- La vocal que segueix al segon radical en formes verbals, sovint a en el llevantí del sud

## Taula comparativa
La següent taula mostra com es distribueixen les variants:
| Dialecte              | Dialecte     | /aː/                              | /aj/ | /aw/ | /k/  | /q/      | /dʒ/ | /θ/ | /ð/ | /ðˁ/ | -ah    | -kum       | -kunna     | hum              | hunna            | Not                 | We can         |
| --------------------- | ------------ | --------------------------------- | ---- | ---- | ---- | -------- | ---- | --- | --- | ---- | ------ | ---------- | ---------- | ---------------- | ---------------- | ------------------- | -------------- |
| Àrab sirià del nort   | urbà         | [eː, æː, oː]                      | /eː/ | /oː/ | /k/  | /ʔ/      | /dʒ/ | /t/ | /d/ | /dˁ/ | -e     | -kon       | -kon       | hennen           | hennen           | mæː                 | nəʔder         |
| Àrab sirià del nort   | rural        | [eː, oː]                          | /aj/ | /aw/ | /k/  | /ʔ/, /q/ | /dʒ/ | /t/ | /d/ | /dˁ/ | -i     | -kun       | -kun       | hinni(n)         | hinni(n)         | mæː                 | niʔdir         |
| Àrab sirià occidental | urbà         | [oː, aː, eː]                      | /eː/ | /oː/ | /k/  | /ʔ/      | /ʒ/  | /t/ | /d/ | /dˁ/ | -e     | -kon       | -kon       | henne(n)         | henne(n)         | moː, muː            | nəʔdor         |
| Àrab sirià occidental | rural        | [oː, eː]                          | /aj/ | /aw/ | /k/  | /q/      | /ʒ/  | /t/ | /d/ | /dˁ/ | -i     | -kun       | -kun       | hinni(n)         | hinni(n)         | moː, muː            | niʔdur         |
| Àrab sirià central    | urbà         | /aː/                              | /eː/ | /oː/ | /k/  | /ʔ/      | /ʒ/  | /t/ | /d/ | /dˁ/ | -e     | -kon       | -kon       | henne(n)         | henne(n)         | muː                 | nəʔder         |
| Àrab sirià central    | rural        | [aː], [eː] en interior de palabra | /aj/ | /aw/ | /k/  | /ʔ/, /q/ | /ʒ/  | /t/ | /d/ | /dˁ/ | -i     | -kun       | -kun       | hinni(n), hinnon | hinni(n), hinnon | muː                 | niʔdir         |
| Àrab libanès          | Àrab libanès | [eː, aː]                          | /aj/ | /aw/ | /k/  | /ʔ/, /q/ | /ʒ/, | /t/ | /d/ | /dˁ/ | -i     | -kun       | -kun       | hinni            | hinni            | miʃ, muʃ, -ʃ suffix | neʔdar, neʔdir |
| Àrab palestí          | urbà         | /æː/                              | /eː/ | /oː/ | /k/  | /ʔ/      | /ʒ/  | /t/ | /d/ | /dˁ/ | -e, -i | -kom, -kum | -kom, -kum | homme, hommi     | homme, hommi     | miʃ, muʃ, -ʃ suffix | niʔdar         |
| Àrab palestí          | rural        | /aː/                              | /eː/ | /oː/ | /tʃ/ | /kˁ/     | /dʒ/ | /θ/ | /ð/ | /ðˁ/ | -e, -a | -kem       | -ken       | hemme            | henne            | miʃ, muʃ, -ʃ suffix | nikˁdar        |
| Àrab palestí          | beduí        | /aː/                              | /eː/ | /oː/ | /tʃ/ | /ɡ/      | /dʒ/ | /θ/ | /ð/ | /ðˁ/ | -a     | -kom       | -ken       | homme            | henne            | miʃ, muʃ, -ʃ suffix | nigdar         |